# 10297 Lynnejones
10297 Lynnejones este o planetă minoră (asteroid) din centura de asteroizi. A fost descoperită pe 14 septembrie 1988 la Observatorio de Cerro Tololo⁠(d) de Schelte J. Bus și a fost numită după R. Lynne Jones⁠(d). 
Obiectul prezintă o orbită caracterizată de o semiaxă mare de 2,5823924 UAi, o excentricitate de 0,07, o înclinație de 14,43615 ° în raport cu ecliptica.